# Thaddeus Young
Thaddeus Charles Young (ur. 21 czerwca 1988 w Nowym Orleanie) – amerykański koszykarz występujący na pozycji skrzydłowego, od 2024 zawodnik Phoenix Suns.
Jego rodzicami są Lula Hall i Felton Young, były koszykarz.
Thaddeus Young uczęszczał do Mitchell High School, gdzie przewodził szkolnej drużynie. W 2006 wystąpił w trzech meczach gwiazd amerykańskich szkół średnich – McDonald’s All-American, Jordan Classic i Nike Hoop Summit, w drugim z wymienionych został wybrany MVP. Został też wybrany najlepszym zawodnikiem szkół średnich stanu Tennessee (Tennessee Gatorade Player of the Year – 2--6, Tennessee Mr. Basketball (Class AA) – 2005). Zaliczono go również II składu Parade All-American i USA Today All-USA.
Następnie w 2006 został najmłodszym członkiem drużyny Georgia Tech Yellow Jackets. Osiągał tam średnio 14,4 punktów, 4,9 zbiórki i 2,2 asysty ze skutecznością 47,8% z gry i 41,9% za trzy punkty.
28 czerwca 2007 Young został wybrany z 12. numerem w drafcie przez Philadelphia 76ers.
Swój debiutancki mecz w NBA zagrał 7 listopada 2007, zdobył 6 punktów i 3 zbiórki. Już w pierwszym roku zaczął wychodzić w wyjściowym składzie – 22 razy spośród 74 meczów. W sezonie 2007/2008 notował średnio 8,2 punktów i 4,2 zbiórki podczas 21 minut gry. W fazie play-off zdobywał więcej, średnio ponad 10 punktów na mecz. Najlepsze spotkanie rozegrał 9 marca 2008 przeciwko Milwaukee Bucks, rzucając 22 punkty.
Podczas drugiego sezonu w NBA Young został podstawowym zawodnikiem Sixers, występując na pozycji niskiego lub silnego skrzydłowego. Zagrał w 75 meczach, z czego 71 w pierwszej piątce, grając po średnio 34,4 minuty i zdobywając 15,3 punktów. Przeciwko Chicago Bulls rzucił 31 punktów 13 marca 2009 roku. Zagrał we wszystkich 6 meczach play-off. Został także wybrany do drużyny drugoroczniaków Rookie Challenge podczas ASW 2009 i zanotował 13 punktów.
W kolejnych sezonach w systemie trenera Douga Collinsa został najważniejszym, obok Louisa Williamsa, rezerwowym drużyny. Doceniono to w głosowaniach na najlepszego rezerwowego NBA, gdzie w sezonie 2010-2011 uplasował się na trzecim miejscu, a rok później na dziewiątym.
23 sierpnia 2014 w ramach wymiany zawodników między trzema klubami przeszedł z Philadelphii 76ers do Minnesoty Timberwolves (w wymianie brała jeszcze udział drużyna Cleveland Cavaliers).
6 lipca 2019 został zawodnikiem Chicago Bulls. 11 sierpnia 2021 trafił w wyniku transferu do San Antonio Spurs. 10 lutego 2022 został wytransferowany do Toronto Raptors. 20 lutego 2024 dołączył do Phoenix Suns.

## Osiągnięcia
Stan na 10 marca 2024, na podstawie, o ile nie zaznaczono inaczej.
NCAA
- Uczestnik turnieju NCAA (2007)

NBA
- Laureat nagrody NBA Hustle Award (2021)[9]
- Uczestnik Rising Stars Challenge (2009)
- Zaliczony do II składu debiutantów NBA (2008)[10]
- Zawodnik tygodnia (6.01.2014)